# Романово (Бурятія)
Романово (рос. Романово) — село Кабанського району, Бурятії Росії. Входить до складу Сільського поселення Красноярське.
Населення — 131 особа (2015 рік).